# شمس‌آباد (بمپور)
شمس‌آباد روستایی در دهستان میرآباد بخش کلاتان شهرستان بمپور استان سیستان و بلوچستان ایران است.

## جمعیت
بر پایه سرشماری عمومی نفوس و مسکن در سال ۱۳۹۵ جمعیت این روستا ۱٬۷۷۴ نفر (۴۷۱خانوار) بوده‌است.